# Jan II (patriarcha Aleksandrii)
Jan II (wg numeracji prawosławnej: Jan III). (zm. 22 maja 516) – 30. patriarcha (papież) Koptyjskiego Kościoła Ortodoksyjnego; sprawował urząd w latach 505–516. Podobnie jak jego poprzednicy był równocześnie patriarchą dla monofizytów jak i ich przeciwników. Numeracja prawosławna nazywa go Janem III.